# Twago
 (janvier 2013).
Si vous disposez d'ouvrages ou d'articles de référence ou si vous connaissez des sites web de qualité traitant du thème abordé ici, merci de compléter l'article en donnant les références utiles à sa vérifiabilité et en les liant à la section « Notes et références ».
Twago (de l’anglais Teamwork Accross Global Offices) est une place de marché en ligne mettant en relation des porteurs de projets et des freelances dans le domaine des TIC (technologies de l’information et de la communication),.

## Présentation
Créée en 2009 à Berlin, Twago est aujourd’hui leader dans les pays germanophones, en Italie et en Espagne. Elle a intégré le marché français en novembre 2012.
La société a la particularité d’être détentrice d’un service de paiement sécurisé en ligne : safePay.

## Place de marché en ligne
Le concept de Twago est de mettre en relation des porteurs de projets (qu’ils soient entrepreneurs seuls ou qu’ils représentent une société) avec des experts freelance ou des agences. Afin de faciliter les échanges entre les utilisateurs, twago a créé une plate-forme en ligne sur laquelle le client décrit son projet et le prestataire détaille son profil. Le porteur de projets reçoit ensuite des devis de la part de prestataires. Le client peut ainsi comparer les devis reçus et décider quel prestataire semble être le plus adapté à son projet. La sélection du prestataire peut se faire suivant différents critères et le porteur de projets peut notamment s’aider des appréciations des précédents clients du prestataire.

## safePay
Pour favoriser un paiement en ligne sécurisé, Twago a mis à la disposition de ses utilisateurs le compte tiers safePay. Le principe : une fois le prestataire sélectionné et le devis validé, le porteur de projets verse la somme correspondante qui restera intacte sur le compte safePay le temps de la réalisation de la prestation. La rémunération du freelance s’effectue à l’issue du projet en accord avec les spécificités du devis et les demandes préalables du porteur de projets.

## Historique
Twago a été fondée en août 2009 par Gunnar Berning, Maria Lindinger et Thomas Jajeh. Aux versions allemande et anglaise s’est ajoutée, en novembre 2009, la version italienne. Depuis décembre 2010, twago est également disponible en espagnol et le 15 novembre 2012, twago a intégré le marché français. À ce jour, on compte 178 251 experts inscrits sur twago, depuis près de 180 pays. Début 2013, on recensait 67 salariés chez twago.